# Luciano Vincenzoni
Luciano Vincenzoni, (Treviso, 7 de marzo de 1926 – Roma, 22 de septiembre de 2013) fue un guionista italiano y uno de los más apreciados escritores de películas en Italia, donde se le conocía como "El médico de los guiones". Escribió más de 65 películas entre 1954 y 2000. 

## Biografía
Vincenzoni nació en Treviso. Después de estudiar Derecho en Roma y Padua, comenzó a escribir para el cine. Debutó con la película Hanno rubato un tram de 1954, protagonizada por Aldo Fabrizi. Entre los cinéfilos amantes del Western europeo es conocido por escribir los guiones de dos películas de Sergio Leone, La Muerte Tenía un Precio de 1965 (conocida en Argentina como Por unos Pocos Dólares Más) y El Bueno, el Feo y el Malo de 1966. Sin embargo, Luciano Vincenzoni también escribió películas de bastante éxito para Mario Monicelli, Pietro Germi o Giuseppe Tornatore, entre otros.
Luciano Vincenzoni también participó en el negocio de la producción cinematográfica y gracias a sus estrechas relaciones con la gente de la "industria del cine", pudo vender La Muerte Tenía un Precio al Vicepresidente de la United Artists en Europa. Durante la negociación se encontraba con Sergio Leone y, acto seguido, llegó a un acuerdo sobre la película El Bueno, el Feo y el Malo que, en aquel momento, era "sólo una vaga idea en su mente que procedía de uno de sus primeros trabajos" La Grande Guerra de 1959 sobre dos soldados italianos de la Primera Guerra Mundial. El título de "El Bueno, el Feo y el Malo" también fue una idea suya creada en ese momento.

## Filmografía selecta
Algunos de sus guiones de películas incluyen:
- Da uomo a uomo[5]
- Malèna
- Signore & Signori[6]
- Sedotta e abbandonata
- Orca, la ballena asesina (Orca) (1977)
- Giù la testa
- Once Upon a Crime[7]
- Raw Deal[8]
- Salario para matar (Título original: "Il mercenario")